# Зоріна Світлана Іванівна
Світлана Іванівна Зоріна (нар. 6 вересня 1967, Донецьк) — українська російськомовна письменниця, підприємиця, проросійська політична діячка. Членкиня Національної спілки письменників України (1990).

## Біографія
Народилась 6 вересня 1967 року в місті Донецьк. Згодом родина переїхала в місто Харків. Після закінчення школи вступила в Київський національний університет імені Тараса Шевченка. У 1989 році закінчила економічний факультет Київського університету. У 2000 році закінчила юридичний факультет Київського університету. 
У 1990—1999 роках заснувала групу фірм «Мезокред». 2002 року заснувала і очолила ТОВ «Гол. книготорг». З 2005 — голова правління ЗАТ "Мережа книжкових супермаркетів «Буква».
У 2006 році пройшла до Київради V скликання (квітень 2006 — травень 2008) за списком БЮТ. Була заступницею голови постійної комісії з питань місцевого самоврядування, регіональних та міжнародних зв'язків, керівницею групи «Столичні реформи».
З 2006 року очолювала головне управління культури і мистецтв КМДА. 2007 року в Печерському районі Києва за вказівкою Зоріної було знищено популярну бібліотеку по вул. Кутузова, 14. Приміщення бібліотеки передали «Українській правничій фундації», фундатором якої був «регіонал» Сергій Головатий. У 2011 році Світлана Зоріна намагалася віддати у приватизацію об'єкти комунальної власності — київські кінотеатри: «Росія», «Ленінград» та «Лейпциг». У травні 2012 року вона опинилась у скандальній історії з поверненням боргу на суму 300 тис. грн, який «Міжнародна книга» заборгувала видавництву «Зелений пес», що належав братам Капрановим.
У вересні 2014 року була звільнена з посади.

## Досягнення
- 2002 рік — членкиня Національної спілки письменників України;
- 1993 рік — ступінь кандидата економічних наук.

## Творчість
- 1998 рік (укр. вид. — 2003) — роман «Наезд»;
- 1999 рік — роман «Отстрел»;
- 2000 рік — роман «Развод»;
- 2001 рік — роман «Разрыв»;
- 2002 рік — роман «Передел»;
- 2003 рік — «Криминальный Киев некриминальным взглядом»;
- 2005 рік — роман «Любит не любит?»

## Особисте життя
Має сина від першого шлюбу з В'ячеславом Кредісовим. Одружена з Гораном Алекичем, послом Сербії в Україні (2004—2009). У родини була корупційна історія, пов'язана з тим, що квартира, в якій жило подружжя і яку за документами орендувало для них Посольство Сербії, була приватною власністю самої Зоріної.